# Війсяагу
Війсяагу (ест. Viisjaagu järv) — озеро на півдні Естонії. Єдина велика водойма в Естонії, що знаходиться в приватній власності.

## Розташування
Озеро розташоване в волості Конгута в повіті Тартумаа в південній Естонії на захід від містечка Елва в 22 кілометрах від Тарту. Озеро знаходиться за півкілометра від озера Віссі і за 2,5 км на північ від озера Каріярв.

## Характеристика
Абсолютна висота 34,7 м, площа 23 га, максимальна глибина 13 м (середня глибина 7,4 м). Найглибше місце біля самого центру озера на північному заході. Глибина збільшується дуже стрімко, особливо із західного берега..
Озеро овальної форми. На заході берег крутий, піщаний (підходить для купання), в інших місцях невеликий мулистий або торф'янистий. Товщина мулу на глибинах до 1 метра. Проточність слабка. Живлення забезпечує канал від озера Віссі, що доповнюється численними джерелами з дна самого озера. Багато є і прибережних джерел, особливо на західному березі. Відтік йде через провідний рів в річку Ельва.
Колір води яскраво-зелений, прозорість від 2,1 до 3,5 м. Тут росте, в середньому, 16 видів рослин. У озері знайдена рідкісна вапняна бактерія. На озері гніздяться водоплавні птахи, в тому числі чирянка мала, крижень, очеретянка і дрізд. Лящ превалює в іхтіофауні, є також плотва, окунь, щука, зустрічаються карась, салака, лин, вугор. Біля берега водяться рідкісні види бабок, на мілководді — рідкісні види раків. Вельми численні види донних тварин, інший тваринний і рослинний світ — на середньому рівні.

## Історія
У минулому озеро було набагато більше і утворювало спільно з озером Віссі (ест. Vissi järv) (приблизно в півтора-два рази меншим за величиною) одне ціле, однак внаслідок зниження рівня води через заростання вже в 30-х роках XX століття озера відділяв перешийок заввишки 1 метр.
Між озерами досі існує мілководний канал (близько 500 метрів завдовжки), прокопаний крізь болотистий ліс в XVIII столітті за вказівкою власниці місцевої мизи, розташованої на березі сусіднього озера Віссі. Вибагливій баронесі хотілося будь-що-будь спостерігати озеро Війсяагу, що по красі і величі явно перевершує Віссі, зі свого балкона, нехай і через коридор каналу між дерев. Миза була зруйнована і розграбована ще у дореволюційний час. Господарі вирішили розібрати палац на цінну в той час цеглу, але до їхнього розчарування, технологія будівництва XVII століття передбачає намертво скріплені цеглини між собою. Отже після спроби розбору миза перетворилась в руїни.
Дачний будинок-котедж роду Коппель (власника обох озер і прилеглих територій), побудований у часи Першої Естонської республіки першим ректором-естонцем за національністю Тартуського Університету (1920-28 роки) професором Хенріком Коппелем (Henrik Koppel, 1863—1944), знаходиться в декількох десятках метрах від берега озера в лісі. Зараз озеро належить нащадкам професора. Купання і рибна ловля без дозволу власників та орендарів заборонені законом.